# スペクタクル
スペクタクルとは視覚的に強い印象を与えるようなもののことであり、広くは光景や情景などが意味される。芸能での業界用語としては、視覚的に強い印象を与えるような大掛かりな場面や出し物のことが意味されている。芸能においてのスペクタクルとして当てはまる場面というのは、天変地異、戦争、自然の風景などであり、ともにこれらに変化が生じるということが、演出とされているということが多い。
現在では宇宙・天体などの滅多に見ることのできない壮大な天文現象(自然現象)に対して使われることが多い。特に極地に行かなければ見られないオーロラ、数百年に一度来る彗星、月食・日食でのダイヤモンドリングなどが有名。